# Habsburg (Argovie)
Pour les articles homonymes, voir Habsburg.
Habsburg est une commune suisse du canton d'Argovie, située dans le district de Brugg. Cette commune, et en particulier le château homonyme, est le lieu d'origine de la famille des Habsbourg, une des plus importantes maisons royales d'Europe qui ont dirigé le Saint-Empire romain germanique, l'Empire espagnol, puis l'empire d'Autriche et l'Empire austro-hongrois.

Vue aérienne (1958)

## Histoire
Le site est habité dès l'âge de bronze et à l'époque romaine. Plusieurs découvertes archéologiques y attestent la présence, à cette époque, d'une tour de guet, notamment un sceau sur brique (Ziegelstempel) de la XXIe légion Rapax établie au camp militaire voisin de Vindonissa, et une pièce de monnaie de bronze de l'empereur Probus. Vers l'an 1020 un château nommé « Habichtsburg » (« le château du faucon ») est construit par Radbot, comte de Klettgau (985 – 1045), sur la colline de Wülpelsberg. En 1027 apparaît la première mention écrite du village sous la forme Habesbur ou Habesburch. Le château remplace le fort voisin d'Altenburg bei Brugg comme siège de l'autorité locale. En 1100, Othon II est le premier à porter le titre de « Comte de Habsbourg ». Par la suite le château de Habsbourg occupe une position centrale dans le territoire initial des anciens Habsbourg, la région de l'Eigenamt (située entre l'Aar et la Reuss).